# Ce lume veselă!
Ce lume veselă! este un film românesc din 2002 regizat de Malvina Urșianu. Rolurile principale au fost interpretate de actorii Tamara Crețulescu, Florin Piersic jr., Ioan Niciu.

## Distribuție
Distribuția filmului este alcătuită din:
- Eusebiu Ștefănescu — Fostul soț al Mariei
- Ilinca Goia — Irina Spătaru
- Silviu Petcu — Ali
- Florin Piersic jr — Dan
- Tania Popa — Bi Gi
- Ioan Niciu — Alexandru Șerban
- Tamara Crețulescu — Maria Șerban